# بوهومیل گولیان
بوهومیل گولیان (به انگلیسی: Bohumil Golián) (زاده ۲۵ مارس ۱۹۳۱ - ۱۱ ژانویه ۲۰۱۲) بازیکن سابق والیبال اهل اسلواکی که به همراه تیم ملی والیبال چکسلواکی مدال نقره المپیک ۱۹۶۴ و مدال برنز المپیک ۱۹۶۸ را به دست آورد.